# Daïra de Sétif
La daïra de Sétif est une circonscription administrative algérienne située dans la wilaya de Sétif. Son chef-lieu est situé sur la commune éponyme de Sétif.

## Communes de la daïra
La daïra regroupe la seule commune de Sétif.